# Hoplopholcus labyrinthi
Hoplopholcus labyrinthi is een spinnensoort uit de familie trilspinnen (Pholcidae). De soort komt voor in Kreta.